# Vittorio Gleijeses
Vittorio Gleijeses (Napels, 1919 - aldaar, 30 april 2009) was een Italiaans historicus en journalist.
Gleijeses schreef gedurende meer dan 30 jaar historische studies over de meest diverse aspecten, plaatsen, tradities, personen en gebruiken uit Napels en de Mezzogiorno. Hij was populair bij het grote publiek, zonder afbreuk te doen aan de strenge normen van een wetenschappelijke geschiedschrijving. Hij was ook jarenlang medewerker bij de Napolitaanse krant "Il Mattinó".

## Werken
- Nun 'o ssaie musica di V. Gleijeses; versi di Salvatore Gaetani, Napoli, 1963
- Questa e Napoli, Napoli, 1967
- La Piazza del Plebiscito in Napoli, Napoli, 1968
- Spaccanapoli e i decumani, Cava de’ Tirreni, 1969
- La Piazza Mercato in Napoli, Napoli, 1969
- Il borgo di Chiaja, Napoli, 1970
- La piazza Dante in Napoli, Napoli, 1970
- La Piazza San Gaetano in Napoli, Napoli, 1970
- Napoli nostra e le sue storie: con una lettera di Adriano Falvo, Napoli, 1971
- Piccola storia del carnevale, Napoli, 1971
- La Piazza del Gesù Nuovo in Napoli, Napoli, 1971
- La regione Campania: storia ed arte, Napoli, 1972
- Feste farina e forca, Napoli, 1972
- Il teatro e le maschere, Napoli, 1972
- Gli amori della regina Giovanna, Firenze, 1973
- La nuova guida storica, artistica, monumentale, turistica di Napoli e dintorni, Napoli, 1973
- Castelli in Campania, Napoli, 1973
- La Piazza del Municipio in Napoli ovvero il Largo del Castello, Napoli, 1973
- La storia di Napoli dalle origini ai giorni nostri, Napoli, 1974
- Carlo di Borbone, re di Napoli, Napoli, 1976
- A Napoli si diceva cosi: (detti e proverbi), Napoli, 1976
- Napoli nostra e nuove storie, Napoli, 1977
- A napoli si mangia così, Napoli, 1977
- I Proverbi di Napoli, Napoli,1978
- Chiese e palazzi della città di Napoli, Napoli, 1978
- Giovanna 1. d'Angio, regina di Napoli, Napoli, 1978 (insieme a Lidia Boccia Gleijeses)
- Il Colle di San Martino a Napoli: il Museo e la Certosa, Castel Sant'Elmo, Napoli, 1979
- Buon Natale amici miei: il Natale nel mondo, Napoli, 1979
- Il napoletano in cucina, Napoli, 1979 (insieme a Lidia Boccia Gleijeses)
- Napoli e la civilta della Campania, Napoli, 1979
- Ville e palazzi vesuviani, Napoli, 1980
- Spaccanapoli e il Centro Storico, Cava de’ Tirreni, 1983
- Spaccanapoli e il centro storico, Cava de’ Tirreni, 1983
- Napoli attraverso i secoli, Napoli, 1985
- La provincia di Napoli: storia ed arte, Napoli, 1987
- Il Natale nel mondo, Napoli, 1987
- Don Carlos, Napoli, 1988
- Chiaja: un quartiere storico napoletano tra miti e leggende, Napoli, 1989
- Napoli dentro e Napoli fuori, Napoli, 1990
- Il carnevale in Italia, Napoli, 1990
- La regina Giovanna d'Angiò, Napoli, 1990 (insieme a Lidia Boccia Gleijeses)
- Ferdinando IV re di Napoli, Napoli, 1991
- Le regali delizie in terra vesuviana, Napoli, 1992
- Antiche dimore storiche artistiche nella regione Campania, Napoli, 1998